# Izraelski rock
Izraelski rock (hebr. רוק ישראלי, rok israeli) – specyficzny rodzaj muzyki rockowej wywodzący się z Izraela.

## Historia
Rock izraelski zaczął się kształtować w latach 60. XX wieku pod wpływem twórczości zachodnich artystów rockowych. W owym okresie kultura izraelska była zamknięta na świat zachodni, grupy pokroju The Beatles miały zakaz występów w Izraelu, a rock and roll był przedmiotem kontrowersji. Uznani muzycy z kręgu hebrajskojęzycznego uważali rocka za gatunek demoralizujący a jego popularność – za przejściową modę, która szybko przeminie.
Pierwsze izraelskie grupy rockowe wykonywały utwory Beatlesów, The Shadows itp. Były to m.in. zespoły: Ha-Arayot („Lwy”), Ha-Churchillim („Churchille”), Ha-Shmenim Ve-ha-Razim („Grubi i Chudzi”), Ha-Goldstarim, Ha-Sing-Sing. Tylko część z nich dorobiła się własnego repertuaru i wydała płyty.
Po wojnie sześciodniowej zachodni muzycy zaczęli odwiedzać Izrael i wzrosło tempo ewolucji izraelskiego rocka. Przełom dekady zaznaczył się kilkoma albumami Arika Einsteina, jednego z najważniejszych twórców hebrajskiej muzyki rozrywkowej minionego stulecia.
Lata 70. to okres poszukiwań w sferze rocka progresywnego. Artyści warci wspomnienia w tym kontekście to: Danny Ben-Israel i Shlomo Gronich.
Lata 1974-1976 można uznać za okres konstytutywny dla izraelskiego rocka. Są to lata działalności grupy Tamuz, która nagrała tylko jedną płytę (Sof onat ha-tapuzim – „Koniec sezonu pomarańczy”), mającą jednak rewolucyjne znaczenie dla rozwoju gatunku. Członkowie zespołu Tamuz (m.in. Szalom Hanoch i Ariel Zilber) grali później w innych formacjach oraz solo, stale pozostając w gronie najbardziej wpływowych muzyków w kraju.
Wielką popularnością w połowie lat 70. cieszyła się grupa Kaveret. Jej członkowie również odnosili później sukcesy solowe (Gidi Gow, Danny Sanderson, Joni Rechter).
W latach 80. pojawiło się niewiele nowych zespołów. Najgłośniejszym debiutem dekady była Mashina, aktywna do 1995 i reaktywowana w 2003.
Ostatnia dekada XX wieku przyniosła eksperymenty w dziedzinie rocka alternatywnego (m.in. Awiw Gefen) i heavy metalu (Stela Maris), a jednocześnie kryzys rocka izraelskiego w połowie lat 90., czego powodem były dwa wydarzenia: zamach na Icchaka Rabina i śmierć kilkorga uczestników Festiwalu w Aradzie podczas jednego z koncertów. Oba zdarzenia miały miejsce w roku 1995. Pod ich wpływem stacje radiowe ograniczyły promowanie muzyki dynamicznej, rockowej, na rzecz łagodniejszych brzmień.